# Diritti LGBT in Uzbekistan
In Uzbekistan l'omosessualità maschile è illegale ed è punita con una multa o una pena detentiva fino a 3 anni a differenza di quella femminile che è legale.

## Leggi relative all'omosessualità
Le persone LGBT non dispongono di alcuna tutela all'interno del paese e non esiste alcun riconoscimento legale per le coppie formate da persone dello stesso sesso.

## Tabella riassuntiva
| Depenalizzazione dell'omosessualità                                                                           | maschile (punita fino a 3 anni di carcere) / femminile |
| Uguale età del consenso rispetto agli eterosessuali                                                           | maschile / femminile                                   |
| Divieto di discriminazione nel posto di lavoro                                                                | No                                                     |
| Divieto di discriminazione nella fornitura di beni e servizi                                                  | No                                                     |
| Leggi anti-discriminazione in tutti gli altri settori (inclusa discriminazione diretta ed espressioni d'odio) | No                                                     |
| Matrimonio egualitario                                                                                        | No                                                     |
| Unione civile                                                                                                 | No                                                     |
| Step-child adoption                                                                                           | No                                                     |
| Adozione congiunta per le coppie dello stesso sesso                                                           | No                                                     |
| Diritto per le persone LGBT di poter servire nelle forze armate                                               | No                                                     |
| Diritto di cambiare genere legale                                                                             | No                                                     |
| Maternità surrogata per le coppie omosessuali                                                                 | No                                                     |
| Accesso alla fecondazione in vitro per le lesbiche                                                            | No                                                     |
| Permesso di donare il sangue                                                                                  | No                                                     |